# 酒精與性
本文介紹飲酒對人類性行為的影響。酒精在對性生理的抑制作用（因此會減少性活動），和解除社交抑制的作用（因此會增加性慾）兩者之間取得平衡。
酒精是種鎮靜劑。飲酒之後，會導致身體系統運作減緩。通常醉酒的感覺與興高采烈以及幸福有關聯，但也會出現憤怒或沮喪的感覺。而飲者的平衡感、判斷力，和肢體協調也會受到負面影響。酒精所產生最重要的短期副作用中包含有把個人的抑制作用減弱。抑制作用減弱之後，就可能導致性行為的增加。

## 對男性
低至中度飲酒對於男性的勃起功能有保護作用。對現有文獻的一些評論和綜合分析顯示，低至中度飲酒可顯著的把男性勃起功能障礙的風險降低。
男性的性行為會因大量飲酒而受到顯著的影響。大多數研究
（但非全部
）都顯示長期，以及急性飲酒會抑制睾丸產生睾丸素。這被認為是由於肝臟和睾丸中的NAD+/NADH比率在人體代謝酒精過程中會降低（而合成睾丸素需要用到NAD+），睾丸素的產生因此也會減少。
由於睾丸素對性衝動和身體的喚起有關鍵功能，因此酒精通常會對男性的性功能產生有害影響。已有研究顯示酒精中毒程度增加，會導致男性的性高潮和射精效率 (male masturbatory effectiveness (MME)) 顯著的降低。這種退化可經由測量血液酒精濃度 (BAC) 和射精延遲時間衡量而得。酒精中毒會降低性喚起，降低性高潮的愉悅感和強度，達到性高潮的難度被拉高。

## 對女性
而對於女性，文獻中顯示酒精對性衝動的影響則是高低混雜。一些女性報告說酒精會增加性喚起和慾望，然而有些研究顯示酒精會把生理上性喚起的跡象給降低。在2016年所做的一項研究，發現酒精對男性和女性的性體驗所產生負面影響的程度。研究顯示急性飲酒往往會提高體內睾丸素和雌二醇的水準。由於睾丸素在某種程度上控制女性的性衝動強度，這可能是導致女性生理上對性增加興趣的原因。此外，由於女性體內脂肪百分較高，水分較少，因此酒精會產生更快、更敏銳的影響。女性身體需要花費更長的時間以代謝酒精；更準確地說，女性相較於男性，通常需要多出三分之一的時間來排除體內的酒精。
受到酒精影響的女性，他們的性行為也與男性不同。研究顯示，BAC的增加與更長的性高潮延遲時間和性高潮強度降低有關聯。有些女性報告說，隨著飲酒量的增加以及性高潮時快感的增加，性喚起程度更高。因為男性的射精反應可用視覺觀察，較易測量，而對女性的高潮反要用到更親密的測量方式。研究受酒精影響的女性性高潮使用的是陰道光體積變化描記器以測量性高潮延遲時間，基本上測量的是陰道充血的程度。
從心理上講，酒精也在性行為中發揮作用。根據報導，醉酒的女性認為她們比飲酒前更易有性喚起的感覺。這種心理效應與測量的生理效應形成對比，也指出由於酒精而導致抑制作用喪失的結果。通常酒精會影響女性，讓他們感到更放鬆，從而更能性喚起。但有些女性會認為酒精是一種性的抑制物。

## 藥物促成的性侵犯
藥品促成的性侵犯 (DFSA)，也稱為色狼性侵犯（predator rape）或迷姦，是在受害者因飲酒或服用其他藥物而喪失行為能力後受到的性侵犯。而非官方用語“約會強姦藥”於1990年代初期，因為經過美國新聞媒體的報導，而受到廣泛使用。研究人員表示，DFSA與其他類型的強姦行為不同，不是人身暴力犯罪，而是性享樂主義和認定為男性應得性權利的犯罪。 
約會強姦藥物也稱為色狼用藥物，是任何用於達成藥品促成的性侵犯目的的藥物。最常見的DFSA類型是受害者出於娛樂目的而自願攝入藥品，或是在未察覺的情況下受到施用的情況。“約會強姦藥物”通常是使用在後者的性侵情況。
酒精促成性侵犯的例子有西元262年曹魏政治人物呂巽以酒精迷姦其弟弟呂安的妻子徐氏，以及西元2015年美國史丹佛大學前男學生及前游泳選手Brock Allen Turner乘機性侵因酒醉喪失意識的女性Chanel Miller等。

## 性冒險
酒精中毒會增加人們參與危險性行為（例如從事非安全性行為）的風險。但因為目前還不清楚這兩者的關聯之故，因此實情也有可能是經常大量飲酒者的人格類型是更敢冒險的類型。
酒精與很多與性相關的不良後果有關聯，例如約會強姦、非預期懷孕、和性傳染病。

## “啤酒效應”
一項在2003年發表的研究報告支持“啤酒效應”的假說；但另有種解釋是經常飲酒的人往往具有的個性特徵，他們會覺得別人更有吸引力，無論自己當時是否受到酒精的影響。
在2009年所做一項研究顯示，雖然男性在酒後發現化妝過的成年女性更具吸引力，但他們判斷女性年齡的能力並不會受到酒精的影響。